# SMS Kaiser Wilhelm der Große
Pour les autres navires du même nom, voir SMS Kaiser.
Le SMS Kaiser Wilhelm der Große est un navire de guerre de type cuirassé pré-Dreadnought de la marine impériale allemande appartenant à la classe Kaiser Friedrich III. Sa construction commence en 1898. Il a été détruit en 1920.

## Historique

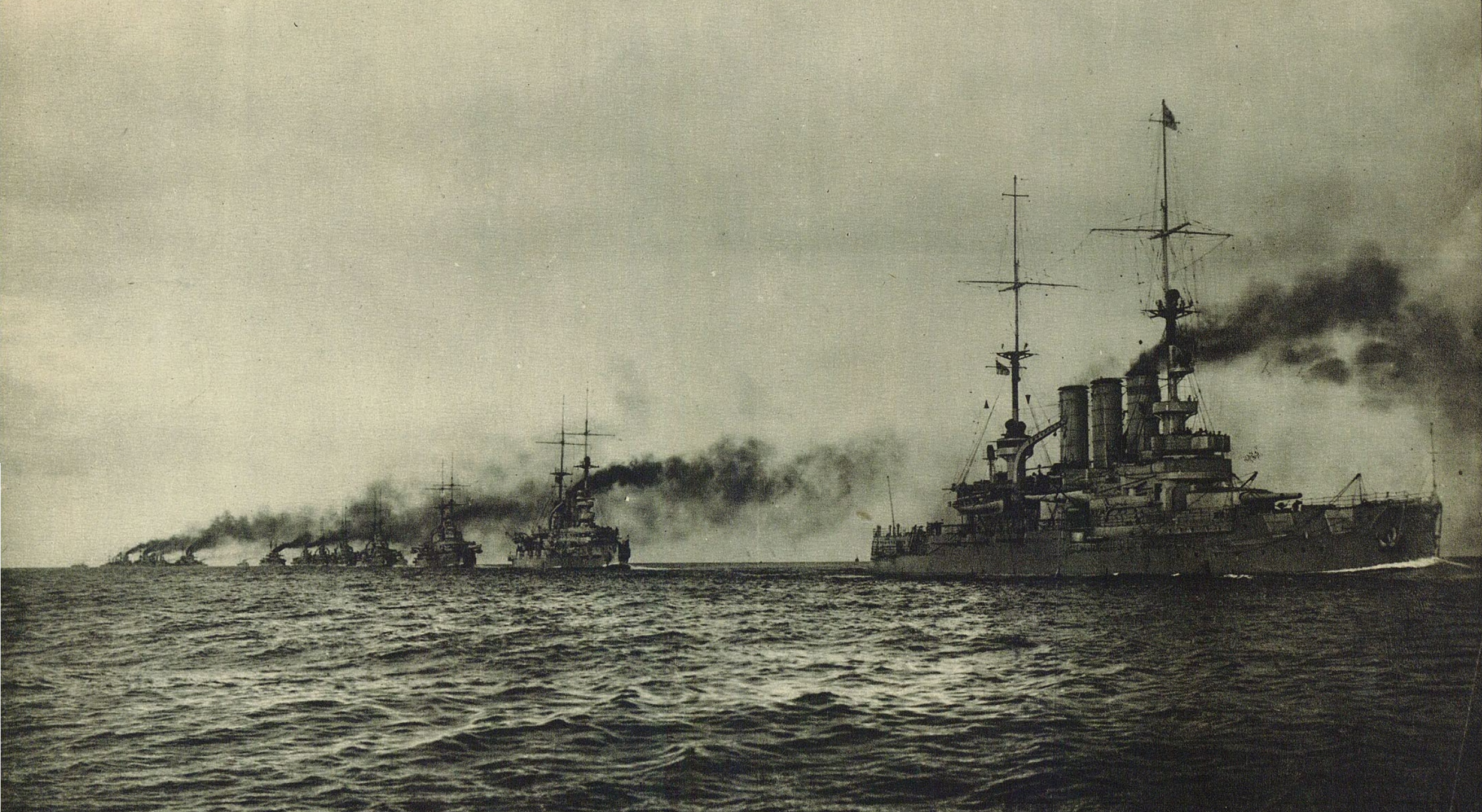
Photo de la flotte allemande de haute mer, probablement avant la Première Guerre mondiale.

Le navire est construit de 1898 à 1901 à l'arsenal Germania de la compagnie Krupp situé à Kiel. Il est baptisé d'après l'empereur Guillaume Ier dit « le Grand ». Son lancement a lieu en 1899 et il est terminé en mai 1901.
Le navire rejoint la première escadre de la Heimatflotte et remplace le SMS Kaiser Friedrich III en tant que navire amiral, lorsqu'il est à quai pour réparations. De fin août à mi-septembre 1901, il participe à des manœuvres de la flotte allemande. Erich Raeder, futur commandant de la Kriegsmarine pendant la Seconde Guerre mondiale, est cette année-là nommé officier de quart à bord du SMS Kaiser Wilhelm der Große.
La flotte impériale procède comme chaque année à de grandes manœuvres à partir du 31 août 1902. Le navire est affecté du côté de ceux qui jouent le rôle des « ennemis » et doit protéger le Grand Belt pour empêcher le passage des navires « allemands » de cette zone de la mer Baltique. Le bateau doit ensuite, avec d'autres navires de combat, forcer le passage de l'embouchure de l'Elbe et donc s'emparer du canal de l'Empereur-Guillaume (aujourd'hui canal de Kiel) et de Hambourg. La flottille à laquelle appartient le SMS Kaiser Wilhelm der Große accomplit cette tâche en trois jours.
La flotte, qui n'est alors composée que d'une escadre de bateaux de combat, est réorganisée en « flotte de combat actif » en 1903. Le SMS Kaiser Wilhelm der Große demeure dans le premier escadron avec ses sister-ships et les nouveaux bâtiments de la classe Wittelsbach, alors que les anciens bâtiments de la classe Brandenburg sont mis en réserve pour être reconstruits. La Heimatflotte est de nouveau réorganisée en octobre 1905. Le navire est affecté à la première division de la deuxième escadre avec le SMS Kaiser Friedrich III et le vieux SMS Wörth. Une division de trois navires de combat de la deuxième escadre et deux divisions de trois navires de la deuxième escadre sont mises en place. Elles sont soutenues par une division de croiseurs composée de deux croiseurs cuirassés et de six croiseurs protégés. Les navires de la toute nouvelle classe Deutschland sont mis en service en 1907, ce qui fournit avec la classe Braunschweig des unités modernes formant deux escadres de combat capables de rivaliser avec les meilleures formations. La Heimatflotte est rebaptisée en Hochseeflotte (flotte de haute mer).
Le navire est modernisé en 1908-1910 aux chantiers navals impériaux de Kiel. On lui ajoute deux canons de 8,8 cm et une batterie est modifiée. La structure du bateau est réduite, afin d'empêcher le bateau de tanguer excessivement. Il est affecté après les travaux au troisième escadron, mais en 1910 les nouveaux dreadnoughts de combat commencent à entrer en service, ce qui rend obsolètes les navires du type du SMS Kaiser Wilhelm der Große. Il est finalement placé dans la réserve.

### Première Guerre mondiale
Le navire et ses sister-ships reprennent du service à la déclaration de guerre. Ils sont mobilisés dans la cinquième escadre de combat et assignés à la défense des côtes de la mer Baltique, mais en février 1915, ils sont remis en réserve. Le SMS Kaiser Wilhelm der Große est à quai à Kiel, pour servir de dépôt en 1916. L'année suivante, il sert de bateau-cible. Il est rayé de la liste le 6 décembre 1919, car l'article 181 du traité de Versailles ordonne le démantèlement presque complet de la flotte allemande.
Il est vendu à une société berlinoise de démolition navale et détruit à Kiel en 1920.

## Source
- (de) Cet article est partiellement ou en totalité issu de l’article de Wikipédia en allemand intitulé « SMS Kaiser Wilhelm der Große » (voir la liste des auteurs).